# Coupe Kirin 2009
La Kirin Cup 2009 est la trentième édition de la Coupe Kirin. Elle se déroule en mai 2009, au Japon. Le tournoi se déroule entre le Chili, la Belgique et le Japon.

## Résultats
| 27 mai 2009 | Japon                                   | 4 – 0 | Chili | Nagai Stadium, Osaka                              |                                                   |
| 19:35       | Okazaki 20e 24e · Abe 53e · Honda 90+2e |       |       | Spectateurs : 43 531 Arbitrage : Anders Hermansen | Spectateurs : 43 531 Arbitrage : Anders Hermansen |
| 19:35       | Rapport                                 |       |       | Spectateurs : 43 531 Arbitrage : Anders Hermansen | Spectateurs : 43 531 Arbitrage : Anders Hermansen |

| 29 mai 2009 | Belgique      | 1 – 1 | Chili     | Fukuda Denshi Arena, Chiba                  |                                             |
| 19:00       | Roelandts 17e |       | Medel 23e | Spectateurs : 6 050 Arbitrage : Minoru Tojo | Spectateurs : 6 050 Arbitrage : Minoru Tojo |

| 31 mai 2009 | Japon                                                   | 4 – 0 | Belgique | Stade olympique, Tokyo |                        |
| 19:20       | Nagatomo 21e · K. Nakamura 23e · Okazaki 60e · Yano 70e |       |          | Arbitrage : Rob Styles | Arbitrage : Rob Styles |

## Tableau
| Équipe   | Pts | J | V | N | D | Bp | Bc | Dif |
| -------- | --- | - | - | - | - | -- | -- | --- |
| Japon    | 6   | 2 | 2 | 0 | 0 | 8  | 0  | +8  |
| Chili    | 1   | 2 | 0 | 1 | 1 | 1  | 5  | -4  |
| Belgique | 1   | 2 | 0 | 1 | 1 | 1  | 5  | -4  |

## Vainqueur
| Vainqueur Kirin Cup 2009 Japon 10e titre |